# Llaguenia peruviana
Genre
Espèce
Synonymes
- Zamora peruviana Roewer, 1956

Llaguenia peruviana, unique représentant du genre Llaguenia, est une espèce d'opilions laniatores de la famille des Prostygnidae.

## Distribution
Cette espèce est endémique de la région de La Libertad au Pérou. Elle se rencontre vers Llaguén.

## Description
Le mâle holotype mesure 3,4 mm et la femelle paratype 3 mm.

## Systématique et taxinomie
Cette espèce a été décrite sous le protonyme Zamora peruviana par Roewer en 1956. Elle est placée dans le genre Llaguenia par Kury et Pérez-González en 2015.

## Étymologie
Son nom d'espèce lui a été donné en référence au lieu de sa découverte, le Pérou.

## Publications originales
- Roewer, 1956 : « Arachnida Arthrogastra aus Peru, II. » Senckenbergiana biologica, vol. 37, p. 429–445.
- Kury & Pérez-González, 2015 : « A companion to the Part 2 of the World Checklist of Opiliones species (Arachnida): Laniatores – Samooidea, Zalmoxoidea and Grassatores incertae sedis. » Biodiversity Data Journal, vol.  3, no e6663, p. 1-29 (texte intégral).